# Hello (banda)
Hello es una banda de glam rock inglesa formada en 1971.

## Biografía
La banda fue formada en 1971 con el nombre de The Age. Su mayor éxito tuvo lugar en Reino Unido y Alemania a mediados de los años 1970. Previamente, la banda comenzó en 1968 como The Flasyhhback Berries con una formación compuesta por Bob Bradbury, Alan Osbourne, Rober Clark y Kevin Munn.
Sus éxitos incluidos en el Top 10 de la UK Singles Chart fueron "Tell Him" (versión del éxito de The Exciters) y "New York Groove", canción escrita por Russ Ballard. En 2008 apareció en la banda sonora del videojuego Grand Theft Auto IV, como parte del track list de la emisora ficticia Liberty Rock Radio.
Fueron reclutados para realizar la banda sonora del film Side by Side, del cómico australiano Barry Humphries, y aparecieron junto a bandas como Mud, The Rubettes y Stephanie de Sykes. Su álbum debut fue Keeps Us Off the Streets y el sencillo "Star Studded Sham" les permitieron lograr otro éxito en las listas alemanas, además de conseguir vender todas las entradas para su gira con Smokie.
Sin embargo, en 1979 la banda se desintegra al estar sin contrato y el guitarrista Keith Marshall se lanzó en su aventura en solitario con "Only Crying", en 1981. Tuvo cierto éxito en las listas internacionales.
El 22 de octubre de 1999, Bob Bradbury apareció en el programa de la BBC Never Mind the Buzzcocks. De acuerdo con la página web oficial de la banda, en 2002, Bradbury reunió la banda con él como único superviviente de la última formación de Hello.

## Discografía

### Sencillos
- "You Move Me" (1972)
- "C'mon"
- "Another School Day" (1973)
- "Tell Him" (1974) - UK #6
- "Game's Up"
- "Bend Me Shape Me"
- "New York Groove" (1975) - UK #9
- "Star Studded Sham"
- "Teenage Revolution"
- "Love Stealer" (1976)
- "Seven Rainy Days"
- "Let it Rock"
- "Shine on Silver Light"
- "Good old USA" (1977)
- "Heart Get Ready for Love" / "Voodoo Eyes"
- "Slow Motion" (1978)
- "Feel this Thing" (1979)
- "Plenty More Fish In The Sea" (2007)[2]

### Álbumes
- Keeps Us Off The Streets - (1975)
- Hello Again - (1978)
- New York Groove - (1999)
- The Glam Singles Collection - (2001)